# Christof Innerhofer
Christof Innerhofer (Brunico, 17 de diciembre de 1984) es un deportista italiano que compitió en esquí alpino; campeón mundial en 2011.
Participó en cuatro Juegos Olímpicos de Invierno, entre los años 2010 y 2022, obteniendo dos medallas en Sochi 2014, plata en la prueba de descenso y bronce en la combinada.
Ganó tres medallas en el Campeonato Mundial de Esquí Alpino de 2011, oro en el supergigante, plata en la combinada y bronce en el descenso. En la Copa del Mundo consiguió seis victorias y dieciocho podios en total.
Fue nombrado «Atleta del año» por la Federación Italiana de Esquí en 2011.

## Palmarés internacional
| Juegos Olímpicos   | Juegos Olímpicos                  | Juegos Olímpicos  | Juegos Olímpicos |
| Año                | Lugar                             | Medalla           | Prueba           |
| ------------------ | --------------------------------- | ----------------- | ---------------- |
| 2014               | Sochi (Rusia)                     | Medalla de plata  | Descenso         |
| 2014               | Sochi (Rusia)                     | Medalla de bronce | Supercombinada   |
| Campeonato Mundial |                                   |                   |                  |
| Año                | Lugar                             | Medalla           | Prueba           |
| 2011               | Garmisch-Partenkirchen (Alemania) | Medalla de oro    | Supergigante     |
| 2011               | Garmisch-Partenkirchen (Alemania) | Medalla de plata  | Supercombinada   |
| 2011               | Garmisch-Partenkirchen (Alemania) | Medalla de bronce | Descenso         |